# Ekliptikale Länge

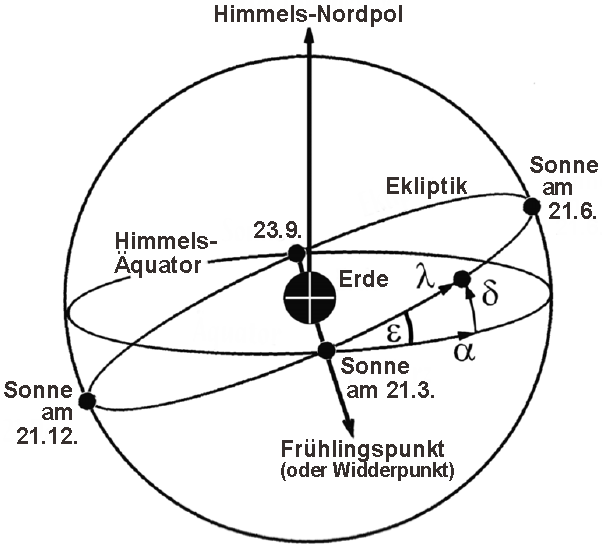
Ekliptikschiefe ε und die Himmelskoordinaten α, δ und λ

Die ekliptikale Länge λ ist neben der ekliptikalen Breite β eine der beiden Himmelskoordinaten des ekliptikalen Koordinatensystems.
Sie wird entlang der Ekliptik – der scheinbaren jährlichen Sonnenbahn an der Himmelskugel – in Bogengrad vom Frühlingspunkt aus nach Osten gemessen, also im selben Sinn, wie die von der Erde aus zu beobachtende Ortsveränderung der Sonne gegenüber dem Fixsternhimmel verläuft, und kann daher mit der geographischen Länge auf der Erdkugel verglichen werden.
Die im Koordinatensystem dazugehörige zweite Koordinate heißt ekliptikale Breite β, die von der Ekliptik aus in Richtung der Ekliptikpole gemessen wird. Die äquatorialen Himmelskoordinaten Rektaszension α und Deklination δ lassen sich mittels sphärischer Trigonometrie über die Ekliptikschiefe ε – mit ε ≈ 23,43° – in die ekliptikalen Koordinaten λ und β umrechnen. Diese Koordinatentransformation ist für die Berechnung der Umlaufbahnen von Planeten und anderer Körper des Sonnensystems unerlässlich.
Weil die Erdbahn nicht genau kreisförmig ist, sondern etwa eine Keplerellipse mit einer Exzentrizität von 1,6 Prozent, bewegt sich die Sonne unter den Sternen nicht ganz gleichförmig. Ihre ekliptikale Länge ändert sich im Winter rascher als im Sommer (täglich um 0,95 bis 1,02 Bogengrad), was die sogenannte Zeitgleichung verursacht.
In den beiden Drachenpunkten der Mondbahn hat dieser eine ekliptikale Breite von Null. Zu Mond- und Sonnenfinsternissen kommt es, wenn der Betrag der ekliptikalen Breite des Mondes kleiner als ungefähr ein Bogengrad ist. Bei Sonnenfinsternissen haben Mond und Sonne dann die gleiche ekliptikale Länge, und bei Mondfinsternissen unterscheidet sich die ekliptikale Länge um 180 Bogengrad.